# 費爾山 (阿爾高阿爾卑斯山脈)
47°21′1″N 10°13′2″E / 47.35028°N 10.21722°E

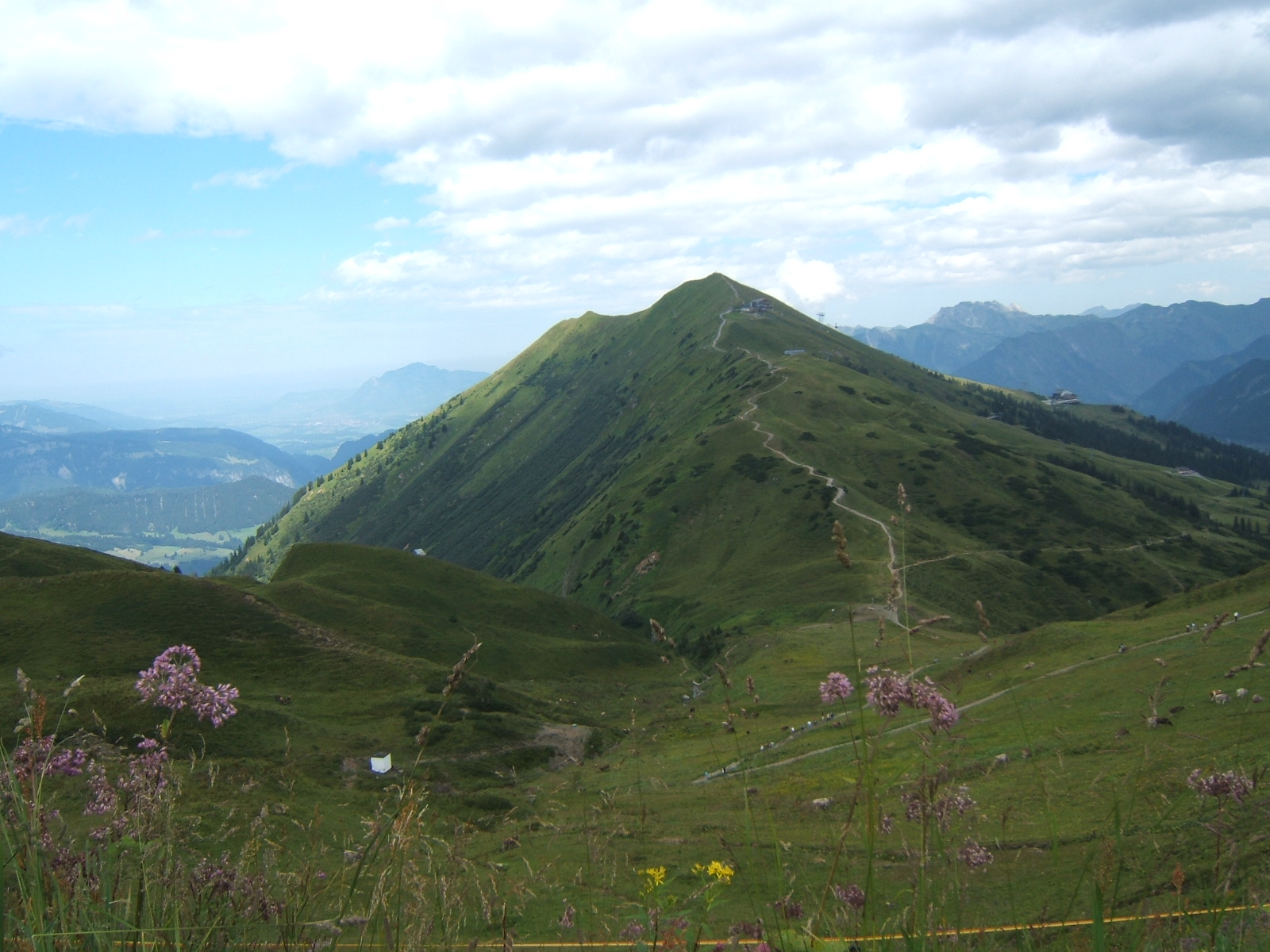

費爾山（德語：Fellhorn），是中歐的山峰，位於德國和奧地利接壤的邊境，屬於阿爾高阿爾卑斯山脈的一部分，處於奧伯斯多夫附近，海拔高度2,038米，每年平均降雨量1,730毫米。